# Order Gwiazdy Polarnej
Order Gwiazdy Polarnej (szw. Nordstjärneorden) – odznaczenie Królestwa Szwecji nadawane za zasługi cywilne.

## Historia

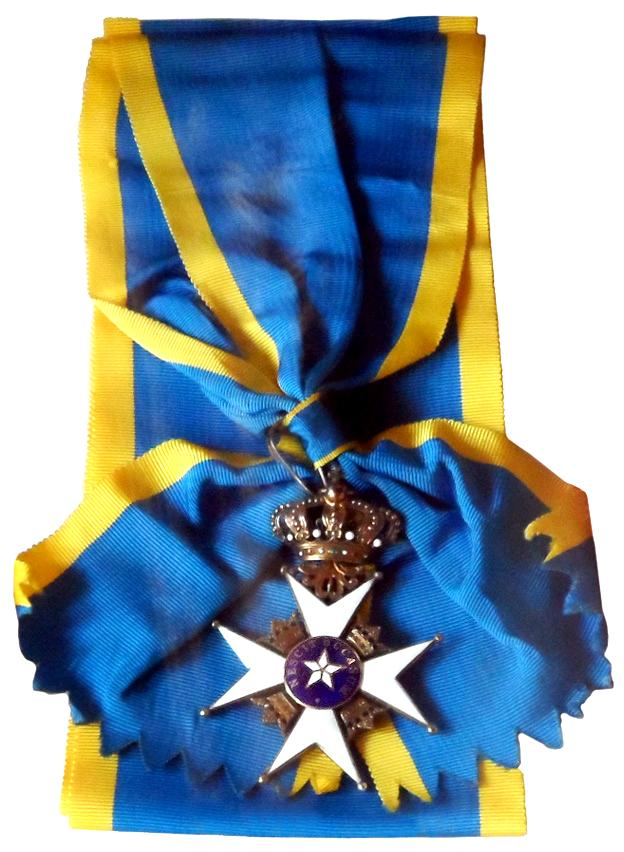
Wygląd insygniów I klasy w latach 1975–2022

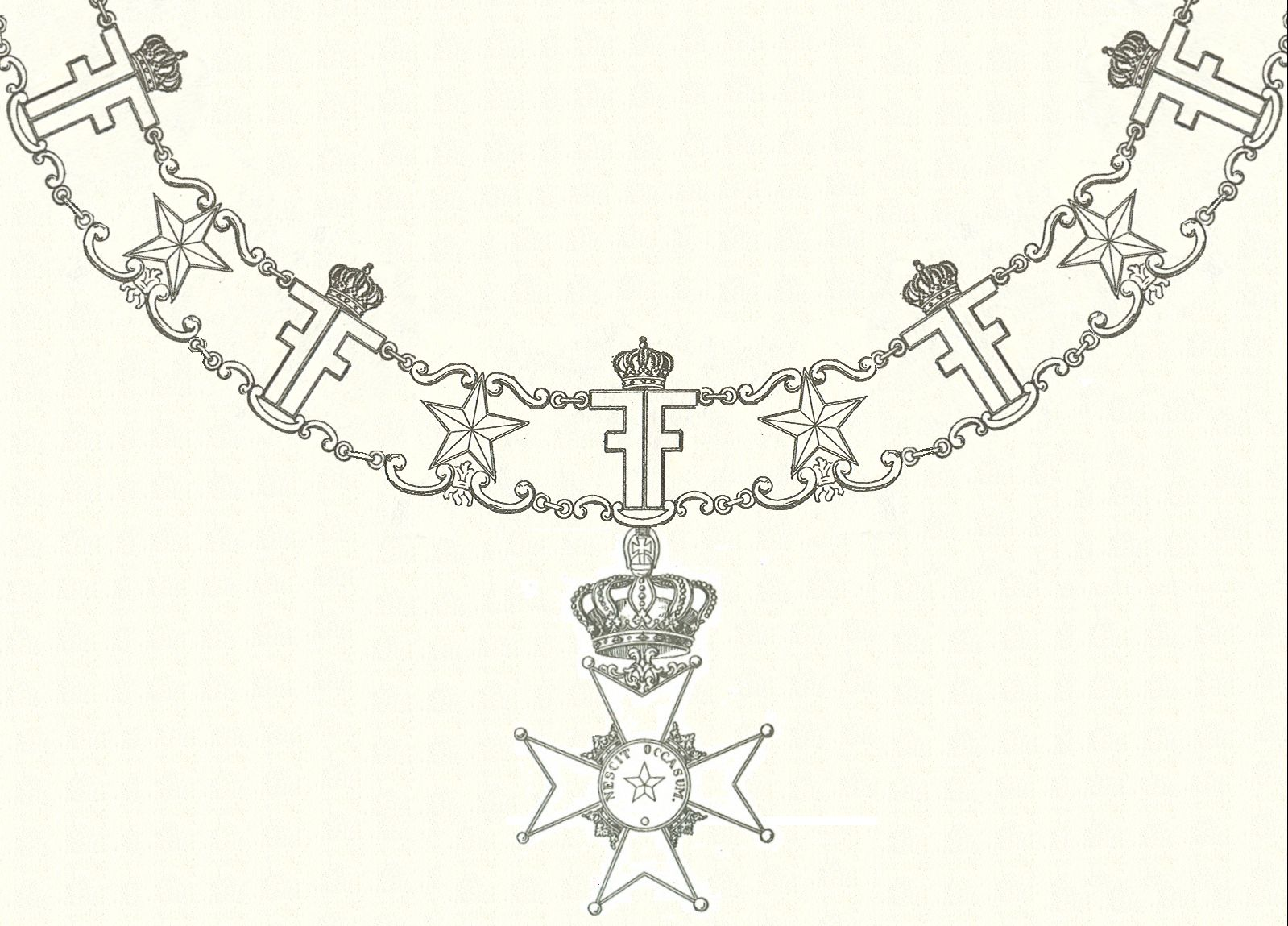
Łańcuch Orderu Gwiazdy Polarnej

Dawniej potocznie zwany Czarną Wstęgą (Det svarta bandet) order został ustanowiony przez króla Szwecji Fryderyka I Heskiego 23 czerwca 1748 w ramach systemu odznaczeń, do którego należały Order Serafinów i Order Miecza. Nadawany był głównie urzędnikom państwowym za zasługi w służbie państwu w dziedzinach administracji, szkolnictwa, nauki i od 1952 także uczonym za wybitne wynalazki. Otrzymywać go mogli także cudzoziemcy.
Nowa konstytucja, która weszła w życie 1 stycznia 1975, zniosła nadawanie orderów obywatelom szwedzkim. Od tej pory Order Gwiazdy Polarnej otrzymać mogli wyłącznie cudzoziemcy. Był nadawany przez rząd, a więc postradał miano „królewski”. Ostatnim Szwedem który dostał ten order był szwagier króla Karola XVI Gustawa Tord Magnusson (w dniu 31 grudnia 1974). Monarcha w ten sposób po raz ostatni wykorzystał swą prerogatywę. W 1995 przyznano królowi prawo nadawania orderu członkom swej rodziny.
15 grudnia 2022 cały szwedzki system orderowy został przywrócony w pełnym zakresie, umożliwiając obywatelom Szwecji otrzymywanie wszystkich trzech orderów za zasługi, a obcokrajowcom otrzymywanie także orderów Miecza oraz Wazów (ustawa weszła w życie 1 lutego 2023). Został on też w niewielkim stopniu zmodernizowany i uaktualniony, m.in. wprowadzono przyłączoną do orderu srebrną Odznakę Gwiazdy Polarnej, oprócz dotychczasowego złotego i srebrnego Medalu Gwiazdy Polarnej, ustanowionych w 1986 (za działania zbrojne prowadzone przez władze cywilne może zostać przyznany medal ze specjalną wstążką za odwagę).

## Podział odznaczenia
- I klasa – Krzyż Wielki (Kommendör med stora korset)
- II klasa – Komandor I klasy (Kommendör av första klassen)
- III klasa – Komandor (Kommendör)
- IV klasa – Kawaler I klasy (Riddare av första klassen)
- V klasa – Kawaler (Riddare)

dodatkowo:
- Złoty Medal Gwiazdy Polarnej (Nordstjärnemedaljen i guld)
- Srebrny Medal Gwiazdy Polarnej (Nordstjärnemedaljen i silver)
- Srebrna Odznaka Gwiazdy Polarnej (Nordstjärnetecknet i silver)

## Insygnia
Insygnia Orderu Gwiazdy Polarnej to krzyż, gwiazda dla I i II klasy oraz łańcuch. Odznaka orderowa to emaliowany na biało krzyż maltański, ze złotymi koronami królewskimi między ramionami. W medalionie środkowym zarówno awersu jak i rewersu znajduje się na niebieskim tle biała pięcioramienna Gwiazda Polarna ze złotymi brzegami, otoczona dewizą orderu NESCIT OCCASUM (NIGDY NIE ZACHODZI). Krzyż zawieszony jest na złotej koronie królewskiej. 
Gwiazda orderowa I klasy to srebrny krzyż maltański z również srebrną gwiazdą polarną w środku i wiązkami promieni między ramionami. Gwiazda II klasy nie posiada promieni między ramionami. Łańcuch orderu składa się z jedenastu par niebieskich ukoronowanych, zwróconych do siebie grzbietem liter F i z dwunastu białych gwiazd polarnych.
Do 1975 order był noszony na czarnej wstędze, być może w naśladownictwie francuskiego Orderu św. Michała z 1469.
W latach 1975–2022 wstęga orderu była niebieska z pojedynczym żółtym paskiem na bokach.
Od 2023 wszystkie klasy znów przyznawane są na czarnych wstęgach.
| Baretki Orderu Gwiazdy Polarnej (w latach 1748–1974 i ponownie od 2023) | Baretki Orderu Gwiazdy Polarnej (w latach 1748–1974 i ponownie od 2023) | Baretki Orderu Gwiazdy Polarnej (w latach 1748–1974 i ponownie od 2023) | Baretki Orderu Gwiazdy Polarnej (w latach 1748–1974 i ponownie od 2023) | Baretki Orderu Gwiazdy Polarnej (w latach 1748–1974 i ponownie od 2023) |
| ----------------------------------------------------------------------- | ----------------------------------------------------------------------- | ----------------------------------------------------------------------- | ----------------------------------------------------------------------- | ----------------------------------------------------------------------- |
| Komandor Krzyża Wielkiego                                               | Komandor I klasy                                                        | Komandor                                                                | Kawaler I klasy                                                         | Kawaler                                                                 |

| Baretki Orderu Gwiazdy Polarnej (w latach 1975–2022) | Baretki Orderu Gwiazdy Polarnej (w latach 1975–2022) | Baretki Orderu Gwiazdy Polarnej (w latach 1975–2022) | Baretki Orderu Gwiazdy Polarnej (w latach 1975–2022) | Baretki Orderu Gwiazdy Polarnej (w latach 1975–2022) |
| ---------------------------------------------------- | ---------------------------------------------------- | ---------------------------------------------------- | ---------------------------------------------------- | ---------------------------------------------------- |
| Komandor Krzyża Wielkiego                            | Komandor I klasy                                     | Komandor                                             | Kawaler I klasy                                      | Kawaler                                              |